# Cinara cembrae
Cinara cembrae är en insektsart. Cinara cembrae ingår i släktet Cinara och familjen långrörsbladlöss. Inga underarter finns listade i Catalogue of Life.